# 星野陽平
星野陽平（ほしの ようへい、1976年　- ）は日本のジャーナリスト。東京都出身。
早稲田大学商学部を卒業後、フリーライターに転進する。『BUBKA』、『財界展望』などを中心に記事執筆。大盛工業事件のスキャンダルをスクープし一躍一線級のジャーナリストに昇格する。株式投資を行うジャーナリストとしても有名。
主著『芸能人はなぜ干されるのか？』（鹿砦社）は、詳細な取材に基づき、公正取引委員会が動く以前に、タレントと所属事務所の間の不公正な契約実態を明らかにし、警鐘を鳴らしている労作である。